# Wilbert McClure
Wilbert James McClure, detto La zanzara di Toledo (Toledo, 29 ottobre 1938 – 6 agosto 2020), è stato un pugile statunitense, medaglia d'oro nei pesi superwelter a Roma 1960.

## Carriera da dilettante
Vinse il Guanto d'oro 1958 nella categoria dei pesi medi e fu medaglia d'oro nei pesi superwelter ai III Giochi panamericani tenutisi a Chicago nel 1959. Questa vittoria destò una grande impressione nell'allenatore della squadra italiana Natalino Rea in quanto lo statunitense combatteva nella stessa categoria di peso dell'uomo di punta della squadra azzurra, il due volte campione europeo Nino Benvenuti.
Onde evitare spiacevoli sorprese, in vista delle Olimpiadi di Roma, Rea convinse allora il triestino a calare di quattro chili per combattere nei pesi welter. Il vice campione europeo di quella categoria, Carmelo Bossi, fu invece costretto a salire di peso e, infatti, in finale si ritrovò davanti McClure.
Lo statunitense prevalse e vinse la medaglia d'oro olimpica ma con verdetto non unanime. Due giudici su cinque, infatti, si erano espressi per il pari.

## Carriera da professionista
McClure passò al professionismo subito dopo le Olimpiadi, con risultati non particolarmente eccelsi. Dopo una "striscia" iniziale di 14 incontri vinti (tra i quali con Tony Montano, futuro avversario di Mazzinghi e Benvenuti), nel 1963 incappò in una duplice sconfitta ai punti con il cubano Luis Manuel Rodríguez, ex campione del mondo dei pesi welter.
Fu sconfitto ai punti anche dal portoricano José Torres, futuro campione mondiale dei mediomassimi, nel 1964, al Madison Square Garden di New York. Le sue aspirazioni di figurare ad alto livello furono infine messe da parte dopo il doppio confronto contro Rubin "Hurricane" Carter, nel 1966, conclusosi con una sconfitta ed un pareggio.
Rimase inattivo per tutto il 1968 e il 1969. Combatté due volte nel 1970, con risultati alterni, per poi ritirarsi dalla boxe. Nella sua carriera da professionista ha combattuto 33 incontri, con 24 vittorie (12 prima del limite), 8 sconfitte (2 per Ko) e 1 pari.